# Hollandse Zaken
Hollandse Zaken was een live-televisieprogramma van de Nederlandse publieke omroep MAX, gepresenteerd door Cees Grimbergen.
Voorloper was NCRV's Rondom Tien. In Hollandse Zaken kregen naast bekende en minder bekende Nederlanders ook deskundigen het woord over een actueel onderwerp. De redactie presenteerde zichzelf als programma van 'Feiten, meningen en emoties'.  
Toen Grimbergen in juni 2010 overstapte van de NCRV naar MAX voor het presenteren van de eenmalige MAX Peilt de stemming, nam hij een jaar later de presentatie op zich van twaalf afleveringen van dit MAX-gespreksprogramma. Tot en met 2020 volgden 130 afleveringen, steeds in de zomermaanden uitgezonden.
Op 10 juli 2021 presenteerde Grimbergen een afsluitende aflevering. Daarna werden tot 14 augustus 2021 onder de titel Hollandse zaken vijf reportages van 40 minuten uitgezonden. Oud-presentator Grimbergen werkte er als redacteur aan.